# Gato cuyano
El gato cuyano es una variante local del gato, un estilo musical y danza folklórica típica de Argentina, en este caso de Cuyo.

## Clasificación
Es una danza tradicional de Argentina de la parte cuyana, que generalmente se baile en parejas de hombre y mujer.

## Coreografía
- 1. Vuelta entera (8cs).
- 2. Giro (4cs).
- 3. Contragiro (4cs).
- 4. Zapateo y zarandeo (8cs).
- 5. Media vuelta (4cs).
- 6. Zapateo y zarandeo (8cs).
- 7. Giro final (4cs).

## Segundo
Es similar a la primera vuelta, solo que los bailarines comienzan en los lugares opuestos.